# Władysławowo (Ciechanów)
Pour les articles homonymes, voir Władysławowo (homonymie).
Władysławowo (prononciation : [vwadɨswaˈvɔvɔ]) est un village polonais de la gmina d'Opinogóra Górna dans le powiat de Ciechanów de la voïvodie de Mazovie dans le centre-est de la Pologne.
Il se situe à environ 3 kilomètres au sud-ouest d'Opinogóra Górna (siège de la gmina), 4 kilomètres au nord-est de Ciechanów (siège du powiat) et à 78 kilomètres au nord de Varsovie (capitale de la Pologne).

## Histoire
De 1975 à 1998, le village appartenait administrativement à la voïvodie de Ciechanów.